# Stenia glatzii
Stenia glatzii là một loài thực vật có hoa trong họ Lan. Loài này được Neudecker & G.Gerlach mô tả khoa học đầu tiên năm 2000.